# Мъртво течение
Мъртвото течение, също наричано разривно течение (да не се бърка с „мъртво вълнение“) или сулуган, сулган (термин, използван от рибарите по южното черноморие), е крайбрежно, понякога силно водно течение причинено от разбиващите се вълни, което отвежда вода от брега навътре в морето или друго водно тяло.
Мъртво течение може да се образува на всеки бряг, където се разбиват вълни – морски, океански, или езерен.
Най-често мъртвото течение се простира от брега до отвъд линията на разбиващите се вълни.
В САЩ мъртви течения са причина за 80% от водните спасителни операции на плажове с прибой.

## Образуване
Мъртвото течение се образува от разбиващите се вълни, които пренасят вода към брега. Щом достигне брега, тази вода се оттегля обратно към морето. При определени условия, свързани с формата на брега и дъното и силата на вълните, оттеглянето се случва под формата на течение насочено навътре в морето, перпендикулярно на брега. Обикновено така образуваният воден поток губи силата си на неголямо разстояние от брега, близо след линията на разбиващите се вълни.
Мъртвите течения могат да са много тесни, но понякога достигат стотици метри в широчина.

## Заплаха за плажуващите
Мъртвото течение е основна заплаха за плажуващите. То е особено опасно за слабите плувци или хората, които не умеят да плуват, но може да има скорост, достатъчна да отнесе дори опитни плувци навътре във водата. Обстоятелството, че зоната на мъртвото течение обикновено изглежда по-спокойна и по-подходяща за плуване от съседните, по-плитки зони, създава допълнителна опасност. Мъртвото течение не тегли към дъното, а навътре в морето.

## Разпознаване
Мъртвото течение невинаги е лесно разпознаваемо за средностатистическия плажуващ. В някои случаи мъртвото течение може да бъде разпознато по един или повече от следните признаци:
- район със забележимо различен цвят на водата
- постоянен поток от морска пяна, водорасли или друга плаваща материя, който се отдалечава от брега
- неравномерност в изгледа на разбиващите се вълни

## Техника за преодоляване
При по-голяма сила плуването срещу течението е непосилно и за добър плувец. Важно е да се запази самообладание. Не е препоръчително да се правят опити да се плува срещу течението, защото това може да доведе до изтощаване на плувеца, без да го прибилижи към брега, и впоследствие да предизвика уплаха и паника. Техниката на излизане от течението е да се плува успоредно на брега, докато се излезе от течението, а след това към брега. Ако плувецът не може да изплува от течението, може да се остави да бъде отнесен и малко навътре в морето, където мъртвото течение престава, и оттам да доплува до брега, заобикаляйки го.

## Поверия
В България погрешно се смята, че най-често се появява в началото на август. Това е суеверие, свързано с така наречения „Ден на удавника“ – 2 август – Илинден, според стария църковен календар. Мъртво течение има и през пролетта, есента и зимата, но тогава по обясними причини никой не попада в него.
Друго разпространено вярване е, че теченията в прибоя и най-вече мъртвото течение „дърпат“ особено изразено надолу към дъното.